# Cupuladria monotrema
Cupuladria monotrema är en mossdjursart som först beskrevs av Busk 1884.  Cupuladria monotrema ingår i släktet Cupuladria och familjen Cupuladriidae. Inga underarter finns listade i Catalogue of Life.